# Preoccupations
I Preoccupations sono una band post-punk canadese formatasi a Calgary nel 2012 col nome di Viet Cong. La band è composta da Matt Flegel (voce, basso), Scott Munro (chitarra, tastiere), Daniel Christiansen (chitarra) e Mike Wallace (batteria).

## Storia
Matt Flegel e Scott Munro fondano i Viet Cong mentre si trovano in tour come turnisti per Chad VanGaalen. Invitano poi a farne parte due musicisti con cui avevano già collaborato in passato, Mike Wallace e Daniel Christiansen.
Il loro debutto è un EP auto-prodotto e pubblicato in cassetta nel 2013.
Il nome della band fa discutere l'opinione pubblica, che li accusa di appropriazione culturale. Il punto di non ritorno viene raggiunto alla vigilia di un concerto presso l'Oberlin College, in Ohio, nel marzo del 2015: lo show viene cancellato in seguito alle proteste di chi li riteneva "offensivi".
Il 21 aprile del 2016 Flegel annuncia che la band da quel momento in poi avrebbe proseguito sotto il soprannome Preoccupations.

## Discografia

### LP
- Viet Cong (2015, Flemish Eye/Jagjaguwar)
- Preoccupations (2016, Flemish Eye/Jagjaguwar)
- New Material (2018, Flemish Eye/Jagjaguwar)
- Arrangements (2022)

### EP
- Cassette – musicassetta (2013, autoprodotto)
- Cassette – vinile 12" (2014, Mexican Summer)

### Singoli
- Throw It Away
- Continental Shelf
- Anxiety
- Degraded
- Memory
- Key / Off Duty Trip
- Espionage
- Antidote
- Disarray